# Huang Huahua
Huang Huahua (chinesisch 黄华华; * 1946 in Xingning, Provinz Guangdong) ist ein Politiker in der Volksrepublik China.
Huang trat 1971 der Kommunistischen Partei Chinas bei. Er promovierte an deren Parteischule und an der Sun-Yat-sen-Universität. Er legte seine gesamte Karriere in seiner Heimatprovinz zurück und war dabei von 1988 bis 1992 Bürgermeister von Meizhou sowie von 1998 bis 2002 Parteisekretär der Kommunistischen Partei in Guangzhou.
Von 2003 bis November 2011 war Huang Gouverneur der Provinz Guangdong. Im folgte sein bisheriger Stellvertreter Zhu Xiaodan nach.
Er war bzw. ist Mitglied des 16. und 17. Parteikongresses.
Seit November 2011 ist er stellvertretender Vorsitzender des Komitees für Angelegenheiten der Auslandschinesen des Nationalen Volkskongresses.